# Dame
Dame är en kvinnlig hederstitel i Storbritannien. En dame är en kvinnlig innehavare av ordensvärdighet motsvarande knight i brittiska ordnar som Bathorden, Brittiska imperieorden och Victoriaorden. Vid tilltal används titeln på samma sätt som sir för män, det vill säga tillsammans med förnamnet, till exempel dame Helen.

## Exempel på personer med titeln dame
- Dame Agatha Christie, DBE
- Dame Angela Lansbury, DBE
- Dame Barbara Cartland, DBE
- Dame Christabel Pankhurst, DBE
- Dame Daphne du Maurier, Lady Browning, DBE
- Dame Edith Evans, DBE
- Dame Eileen Atkins, DBE
- Dame Ellen MacArthur, DBE
- Dame Emma Thompson, DBE
- Dame Flora Robson, DBE
- Dame Gracie Fields, DBE
- Dame Helen Mirren, DBE
- Dame Iris Murdoch, DBE
- Dame Joan Collins, DBE
- Dame Joan Plowright, DBE
- Dame Joanna Lumley, DBE
- Dame Judi Dench, DBE
- Dame Julie Andrews, DBE
- Dame Julie Walters, DBE
- Dame Kiri Te Kanawa, DBE
- Dame Lesley Lawson (Twiggy), DBE
- Dame Maggie Smith, DBE
- Dame Mary Berry, DBE
- Dame Ngaio Marsh, DBE
- Dame Olivia de Havilland, DBE
- Dame Olivia Newton-John, DBE
- Dame Patricia Routledge, DBE
- Dame Peggy Ashcroft, DBE
- Dame Penelope Keith, DBE
- Dame Penelope Wilton, DBE
- Dame Quentin Bryce, DBE
- Dame Rebecca West, DBE
- Dame Shirley Bassey, DBE
- Dame Sybil Thorndike, DBE
- Dame Thora Hird, DBE
- Dame Una O'Brien, DBE
- Dame Vanessa Redgrave, DBE
- Dame Vera Lynn, DBE
- Dame Vivien Duffield, DBE
- Dame Yvette Williams, DBE
- Dame Zaha Hadid, DBE

## Fiktiva personer med titeln dame
- Dame Edna Everage